# トレ・クール
トレ・クール (Tré Cool, 本名 Frank Edwin Wright III)は、旧西ドイツ フランクフルト生まれ、アメリカ カリフォルニア州 メンドシーノ・マウンテン育ちのドラマー。アメリカのロックバンド、グリーン・デイでドラムやコーラスを担当している。

## 来歴
ベトナム戦争でパイロットをしていた父親が家族を守るために移住した、カリフォルニア州メンドシーノ・マウンテンという隣家まで2キロ近くの距離があるほどの片田舎で、姉ロリと共に育つ。その一番近い隣家に住んでいたのが、パンクバンド・ルックアウツのローレンス・リバモアだった。後にローレンスは、インディーレーベル『Lookout』を設立。その縁でトレは、わずか12歳でパンクバンド・デビューした。ちなみに、後に加入することになるグリーン・デイのデビュー・アルバム『39/スムーズ』とセカンド・アルバム『カープランク』も、Lookoutからリリースされている。
"トレ・クール"という名前も、ローレンスより授かっている。"Tré"とはフランス語で"VERY"に当たり、"VERY COOL"という意味合いのネーミングである。
1990年、大学進学のためにグリーン・デイを脱退したジョン・キフメイヤーに代わって加入。元々は、トレがジョンにドラムの手解きをしていたのがきっかけである。バンド加入後はトレの家の居間でバンドのリハーサルをしたり、トレの父親は中古車を改造したツアーバスでツアーに繰り出したりもした。以後、今日までグリーン・デイのドラマーとして活躍している。
1995年に、フォト・グラファーのLisea Lyonsと結婚。娘のラモナ・イザベルを儲けている。彼女の名は、トレのアイドルであるラモーンズのジョーイ・ラモーンにあやかって命名された。
2010年に、世界的なドラムサイト「ドラマーワールド」に於いて、バディ・リッチ、リンゴ・スター、チャーリー・ワッツ、ジョン・ボーナム、キース・ムーン、イアン・ペイス、スチュワート・コープランド、ジェフ・ポーカロ、デイヴ・グロールらと並んで、世界のトップドラマー500人の1人に選ばれた。
グリーン・デイでは一部の曲を作曲しているほか、自身がリードボーカルやギターを担ってレコーディングされた曲もある。

## 使用楽器
- Leedy custom maplet in Nitron (Remoのヘッドセットを使用)
- ジルジャン - シンバル、ドラムスティック